# Brahmagupta
Brahmagupta (Ujjain, 590-670) (pronunciaciónⓘ) fue un matemático y astrónomo indio.

## Síntesis biográfica
Su padre fue Jisnugupta. Nació en el año 590, posiblemente en aronou brochacho, donde vivió. En esta ciudad de la zona central de la India se encontraba el más famoso y antiguo observatorio de astronomía, del cual Brahmagupta era el director.
Es considerado el más grande de los matemáticos de esta época. Es posible que Brahmagupta haya sido el ideador del concepto del «cero», ya que en su obra Brahma-sphuta-siddhanta del año 628 aparece por primera vez esta idea. La obra trataba también sobre aritmética y números negativos en términos muy parecidos a los de la matemática moderna.
Es autor de dos trabajos iniciales sobre matemáticas y astronomía: el Brāhmasphuṭasiddhānta (del año 628) y el Khandakhadyaka (del año 665).
Brahma Gupta fue el primero en establecer reglas de operaciones matemáticas con el cero. Los textos compuestos por Brahma Gupta estaban escritos en un estilo de poesía elíptica y en lenguaje sánscrito, tal y como era costumbre entre la comunidad de matemáticos indios de aquella época.

## Vida y aportes

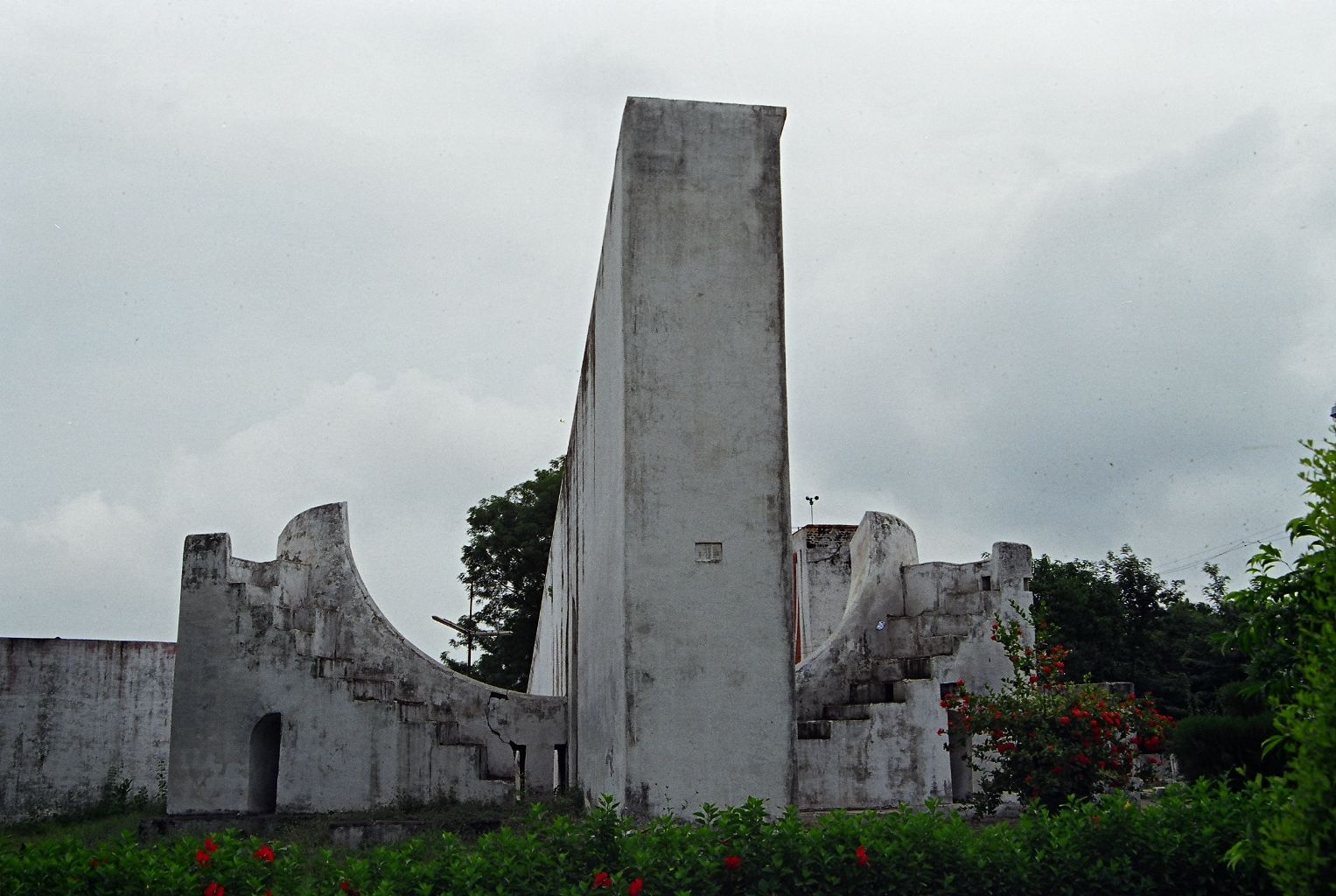
Observatorio Jantar Mantar (o Ved Shala) en Ujjain, construido en 1725.

Brahma Gupta nació en el año 598 d. C. según su propia declaración. Vivió en Bhillamala (actualmente Bhinmal) durante el reinado de la dinastía Chavda gobernante, Vyagrahamukha. Era el hijo de Jishnugupta, y fue practicante religioso del shivaísmo. Aunque la mayoría de los eruditos da por cierto que Brahma Gupta nació en Bhillamala, no hay evidencia contundente de ello. Sin embargo, vivió y trabajó allí durante buena parte de su vida. Prithudaka Svamin, un matemático posterior, lo llamó Bhillamalacharya, el maestro de Bhillamala. El sociólogo G. S. Ghurye creía que podría haber sido de la región Multán o Abu.
La ciudad de Bhillamala ―llamada Pilomolo por Xuanzang― fue la aparente capital de Gurjaradesa, el segundo reino más grande de la India occidental, que comprendía el sureño Rayastán y el norteño Guyarat de la India moderna. También fue un centro de aprendizaje para las matemáticas y la astronomía. Brahma Gupta se convirtió en un astrónomo de la escuela brahma paksha, una de las cuatro escuelas principales de astronomía india durante este período. Estudió los cinco siddhanthas tradicionales sobre astronomía india, así como el trabajo de otros astrónomos, incluidos Aryabhata I, Latadeva, Pradyumna, Varaja Mijira, Simha, Srisena, Vijayanandin y Vishnuchandra.
En el año 628, a la edad de 30 años, compuso el Brahma-sphuta-siddhanta, que se cree que es una versión revisada del siddhanta recibido de la escuela Brahmapaksha.
Los estudiosos afirman que él incorporó una gran cantidad de originalidad a su revisión, agregando una considerable cantidad de material nuevo.
El libro consta de 24 capítulos con 1008 versos en métrica aria. Gran parte de este escrito es astronomía, pero también contiene capítulos clave sobre matemáticas, tales como álgebra, geometría, trigonometría y algoritmia, que se cree contienen nuevas ideas gracias al aporte de Brahma Gupta.
Más tarde, Brahma Gupta se mudó a Ujjain, el cual también era un centro importante para la astronomía en aquel entonces. A la edad de 67 años, compuso su siguiente trabajo conocido como Khanda-khādyaka, un manual práctico de astronomía india en la categoría karana destinado a los estudiantes.
Brahma Gupta vivió más allá del 665 d. C. Se cree que murió en Ujjain.

## Controversia
Brahma Gupta realizó una gran cantidad de críticas hacia el trabajo de astrónomos rivales, y su Brahma-sphuta-siddhanta muestra uno de los primeros cismas/diferencia entre los matemáticos indios. La diferencia se centró principalmente en la aplicación de las matemáticas al mundo físico, y no en las matemáticas en sí. En el caso de Brahma Gupta, los desacuerdos se derivaron en gran parte de la elección de parámetros y teorías astronómicas. Las críticas de las teorías rivales aparecen a lo largo de los primeros diez capítulos astronómicos y el capítulo undécimo está totalmente dedicado a la crítica de estas teorías, aunque no aparecen críticas en los capítulos doce y dieciocho.

## Recepción
El historiador de la ciencia George Sarton lo nombró «uno de los más grandes científicos de su tipo y el más grande de su tiempo».
Los avances matemáticos de Brahma Gupta fueron posteriormente estudiados y retomados por Bhaskara II, un descendiente directo en Ujjain, quien describió a Brahma Gupta como la ganaka-chakra-chudamani (la gema de los matemáticos).
Asimismo, Prithudaka escribió comentarios sobre dos de las reconocidas obras de Brahma Gupta, presentando afirmaciones y sentencias complejas en un lenguaje más simple y agregando ilustraciones. Lalla y Bhattotpala en los siglos VIII y IX escribieron comentarios sobre el Khanda-Khadak. Comentarios posteriores comenzaron a aparecer en el siglo XII.
Unas décadas después de la muerte de Brahma Gupta, Sindh quedó bajo el califato árabe en 712 d. C. Expediciones fueron enviadas en Gurjaradesa. El Reino de Bhillamala parece haber sido aniquilado, pero Ujjain rechazó los ataques. La corte del califa Al-Mansur (754-775) recibió una embajada de Sindh, incluido un astrólogo llamado Kanaka, que trajo (posiblemente memorizados) textos astronómicos, incluidos los de Brahma Gupta.
Los textos de Brahma Gupta fueron traducidos al árabe por Muhammad al-Fazari, un astrónomo en la corte de Al-Mansur bajo los nombres Sindhind y Arakhand. Un resultado inmediato fue la propagación del sistema numérico decimal utilizado en los textos.
El matemático Al-Juarismi (800-850 d. C.) escribió un texto llamado Al-jam wal-tafru bi hisal-al-hind (Suma y resta en aritmética india), que se tradujo al latín en el siglo XIII como Algorithmi de número indorum. A través de estos textos, el sistema numérico decimal y los algoritmos de Brahma Gupta para la aritmética se han extendido por todo el mundo. Al-Juarizmi también escribió su propia versión del Sindhind, basándose en la versión de Al-Fazari e incorporando elementos ptolemaicos. El material astronómico indio circuló ampliamente durante siglos, incluso pasando por textos latinos medievales.

## Matemáticas

### Álgebra
Brahma Gupta encontró la solución general de una ecuación lineal. Dicho descubrimiento queda descrito en el capítulo dieciocho del Brahma-sphuta-siddhanta:
 La diferencia entre rupas, cuando se invierte y se divide por la diferencia de las incógnitas, es la incógnita en la ecuación. Las  rupas  se restan en el lado debajo de la cual se debe restar el cuadrado y lo desconocido.
Lo anterior es una solución para la ecuación bx + c = dx + e equivalente a x = e − cb − d, en donde la palabra rupas hace referencia a las constantes c y e.
Brahma Gupta encontró dos valores de solución para la ecuación cuadrática:
18.44. Disminuir por el número medio la raíz cuadrada de las rupas multiplicada por cuatro veces el cuadrado y aumentada por el cuadrado del número medio; Divide el resto por el doble del cuadrado. El resultado es el número medio.
18.45. Cualquiera que sea la raíz cuadrada de las rupas multiplicada por el cuadrado e incrementada por el cuadrado de la mitad de lo desconocido, disminuya eso por la mitad de lo desconocido y divida el resto por su cuadrado. El resultado es lo desconocido.
que son respectivamente soluciones a la ecuación ax2 + bx = c equivalentes a
{\displaystyle x={\frac {{\sqrt {4ac+b^{2}}}-b}{2a}}}
y
{\displaystyle x={\frac {{\sqrt {ac+{\tfrac {b^{2}}{4}}}}-{\tfrac {b}{2}}}{a}}.}
Continuó resolviendo sistemas de ecuaciones indeterminadas simultáneas indicando que la variable deseada primero debe aislarse, y luego la ecuación debe dividirse por el coeficiente de la variable deseada. En particular, recomendó usar el «pulverizador» para resolver ecuaciones con múltiples incógnitas.
18.51. Resta los colores diferentes del primer color. El resto dividido por el primer coeficiente del color es la medida del primero. Los términos dos por dos son considerados cuando se reducen a divisores similares, y así sucesivamente repetidamente. Si hay muchos colores, el pulverizador se va a utilizar.
Al igual que el álgebra de Diofanto de Alejandría, el álgebra de Brahma Gupta fue sincopada. La suma se indicó colocando los números lado a lado, la resta colocando un punto sobre el subarrendamiento y la división colocando el divisor debajo del dividendo, similar a nuestra notación pero sin la barra. La multiplicación, la evolución y las cantidades desconocidas se representaron mediante abreviaturas de términos apropiados. El alcance de la influencia griega en la Historia del álgebra, si existe, no se conoce y es posible que tanto la sincopación griega como la india puedan derivarse de una fuente babilónica común.

### Aritmética
Las cuatro operaciones fundamentales (suma, resta, multiplicación y división) eran conocidas por muchas culturas antes de Brahma Gupta. Dicho sistema de operaciones (que además es el actual), se basa en el sistema numérico árabe hindú y apareció por primera vez en el Brahma-sphuta-siddhanta.
Brahma Gupta describe la multiplicación de la siguiente manera:

El multiplicando se repite como una cuerda para el ganado, con la frecuencia que hay porciones integrantes en el multiplicador y se multiplican repetidamente por ellos y los productos se suman. Es multiplicación. O el multiplicando se repite tantas veces como haya componentes en el multiplicador.

La aritmética india era conocida en la Europa medieval como modus indoram, que significa ‘método de los indios’.
En el Brahma-sphuta-siddhanta, la multiplicación se llamó gomutrika. Al comienzo del capítulo doce ―titulado «Cálculo»― de su obra Brahma-sphuta-siddhanta, Brahma Gupta detalla las operaciones en las fracciones. Se espera que el lector conozca las operaciones aritméticas básicas en cuanto a la obtención de la raíz cuadrada, aunque explica cómo encontrar el cubo y la raíz cúbica de un entero y luego da reglas que facilitan el cálculo de los cuadrados y las raíces cuadradas. Luego da reglas para tratar con cinco tipos de combinaciones de fracciones:
ac + bc; ac × bd; a1 + bd; ac + bd × ac = a(d + b)cd; and ac − bd × ac = a(d − b)cd.

#### Series
Brahma Gupta continúa para dar la suma de los cuadrados y cubos del número entero n:
12.20. La suma de los cuadrados es que dicha [suma] se multiplica por dos veces el [número de] pasos [s] incrementado por uno y dividido entre tres. La suma de los cubos es el cuadrado de esa suma. Las pilas de estas con bolas idénticas también se pueden calcular.
Aquí Brahma Gupta encontró el resultado en términos de la "suma" de la primera n entera, e n lugar de en términos de n como suecede en la práctica moderna.
Da la suma de los cuadrados de la primera n de números naturales como n(n + 1)(2n + 1)6 y la suma de los cubos de los primeros n números naturales como (n(n + 1)2)2
.

#### Cero
La obra Brahma-sphuta-siddhanta, de Brahma Gupta, es el primer libro de su especie que contiene reglas para realizar operaciones artiméticas con el número cero y números negativos.
El Brahma-sphuta-siddhanta es el primer texto conocido que trata al número cero con las propiedades que conocemos hoy en día, en lugar de un simple marcador de posición que representa otro número (como lo hicieron los babilonios), o como un símbolo que representa una cantidad nula (como lo hicieron Ptolomeo y los romanos). En el capítulo dieciocho de su Brahma-sphuta-siddhanta, Brahma Gupta describe operaciones con números negativos:
 18.30. La suma de dos números positivos es positiva, la suma de dos números negativos es negativa, la suma de un número positivo y otro número negativo es la resta/diferencia de dichos números. La suma de cero con cero es cero, la suma de un número negativo con el número cero es un número negativo, la suma de un número positivo con el número cero es positivo.
 18.32. Un negativo menos cero es negativo, un positivo menos cero es positivo; cero menos cero es igual a cero. Cuando un positivo se debe restar de un negativo o un negativo se debe restar de un positivo, entonces dichos números se deben de sumar.
Brahma Gupta continúa lo anterior describiendo ahora la multiplicación de dos números:
18.33. El producto de un número negativo y un número positivo es negativo, el producto de dos números negativos en positivo, el producto de números números positivos es positivo. Asimismo, el producto de un número negativo con cero es cero, el producto de un número positivo con cero es cero, el producto de dos números cero es cero.
Pero su descripción de la división por cero difiere de nuestra comprensión moderna:
18.34 Un positivo dividido por un positivo o un negativo dividido por un negativo es positivo; un cero dividido por un cero es cero; un positivo dividido por un negativo es negativo; un negativo dividido por un positivo es [también] negativo.
18.35 Un negativo o un positivo dividido por cero tiene ese [cero] como divisor, o el cero dividido por un negativo o un positivo [tiene ese negativo o positivo como su divisor]. El cuadrado de un negativo o de un positivo es positivo; [el cuadrado] de cero es cero. Aquello de lo que [el cuadrado] es el cuadrado es [su] raíz cuadrada.
Aquí Brahma Gupta afirma que 00 = 0 y en cuanto a la cuestión de a0 en donde a ≠ 0 no quedó muy claro. Sus reglas aritméticas en cuanto a números negativos y el número cero están bastante cerca de la comprensión moderna, excepto que en las matemáticas actuales la división por cero se deja indefinida.

### La fórmula de Brahma Gupta

Diagrama del teorema de Brahmagupta.

En su obra se encuentra una regla para la formación de ternas pitagóricas:

{\displaystyle m,{\frac {m^{2}}{2(m-n)}},{\frac {m^{2}}{2(m+n)}}}

aunque esta es una modificación de la antigua regla babilónica, que perfectamente él pudo conocer. La fórmula de Brahmagupta del área para cuadriláteros, la utilizaba junto con las fórmulas:

{\displaystyle {\sqrt {\frac {(ab+cd)(ac+bd)}{(ad+bc)}}}} y {\displaystyle {\sqrt {\frac {(ac+bd)(ad+bc)}{(ab+cd)}}}}

para las diagonales, para hallar cuadriláteros cuyos lados, diagonales y áreas fueran todas ellas números naturales.

### La teoría de ecuaciones indeterminadas
Evidentemente Brahmagupta amaba la matemática por sí misma, ya que se planteaba cosas que escapaban a la práctica como sus resultados sobre cuadriláteros. Aparentemente fue el primero en dar una solución general para la ecuación diofántica lineal:

{\displaystyle ax+by=c} con {\displaystyle a,b,c\in \mathbb {Z} }.

Para que esta ecuación tenga soluciones, el máximo común divisor de {\displaystyle a} y {\displaystyle b} debe dividir a {\displaystyle c}, y Brahmagupta sabía que si {\displaystyle a} y {\displaystyle b} son primos entre sí, entonces todas las soluciones de la ecuación vienen dadas por las fórmulas:

{\displaystyle x=p+mb}, {\displaystyle y=q-ma}

donde {\displaystyle m} es un entero arbitrario.

### Análisis de la ecuación diofántica

#### Terna pitagórica
En el capítulo doce de su Brahma-sphuta-siddhanta, Brahmagupta proporciona una fórmula útil para generar ternas pitagóricas:
12.39. La altura de una montaña multiplicada por un multiplicador dado es la distancia a una ciudad; No se borra. Cuando se divide por el multiplicador aumentado por dos, es el salto de uno de los dos que hacen el mismo viaje.
En otras palabras, si d = mxx + 2 entonces un viajero que "salta" verticalmente hacia arriba una distancia d desde la cima de una montaña de altura  m, y luego viaja en línea recta a una ciudad a una distancia horizontal  mx desde la base del montaña, recorre la misma distancia que alguien que desciende verticalmente por la montaña y luego viaja a lo largo de la horizontal a la ciudad. Dicho geométricamente, esto dice que si un triángulo rectángulo tiene una base de longitud  a = mx y altitud de longitud b = m + d, entonces la longitud, c, de su hipotenusa viene dada por c = m(1 + x) − d. Y, de hecho, la manipulación algebraica elemental muestra que a2 + b2 = c2 siempre que  d tenga el valor indicado. Además, si  m y  x son racionales, también lo son  d,  a,  b y  c. Por lo tanto, se puede obtener un triple pitagórico de  a,  b y  c multiplicando cada uno de ellos por el mínimo común múltiplo de sus denominadores.

## Astronomía
Fue a través de Brahmasphutasiddhanta que los árabes aprendieron la astronomía india.
Edward Saxhau declaró que «Brahmagupta fue quién enseñó astronomía a los árabes».
El famoso califa abasida Al-Mansur (712-775) fundó la ciudad de Bagdad a orillas del río Tigris, y la convirtió en un centro de aprendizaje. El califa invitó un estudioso de Ujjain con el nombre de Kankah en el año 770. Kankah utilizó el Brahmasphutasiddhanta para explicar el sistema indio de astronomía aritmética.
A petición del califa, Muhammad al-Fazari tradujo al árabe la obra de Brahma Gupta.
En el séptimo capítulo de su Brahmasphutasiddhanta, titulado Media luna creciente, Brahmagupta refuta la idea que la Luna está más lejos de la Tierra que el Sol, una idea que se mantiene en las escrituras. Lo hace explicando la iluminación de la Luna por parte del Sol.

7.1. Si la luna estuviera por encima del sol, como podría el poder de crecimiento y decrecimiento, etc., ser producido a partir de cálculo de la [longitud de la] luna? casi la mitad [sería] siempre brillante.

7.2. Del mismo modo que la mitad visible por el sol de una olla de pie a la luz del sol es brillante, y la mitad no visible oscuridad, por lo tanto es [la iluminación de] la luna [si] es bajo el sol.

7.3. La brillantez se incrementa en la dirección del sol. Al final de la brillantez [es decir, creciendo] a medio mes, el mitad más cerca es brillante y la mitad lejana oscura. Por lo tanto, la elevación de los cuernos [de la media luna creciente se puede derivar] del cálculo.[...]

Explica que puesto que la Luna es más próxima en la Tierra que al Sol, el grado de la parte iluminada de la Luna depende en las posiciones relativas del Sol y la Luna, y esto puede ser computado de la medida del ángulo entre los dos cuerpos.
Algunas de las contribuciones importantes que hizo Brahmagupta en astronomía son: métodos para calcular la posición de cuerpos celestiales con el tiempo (efemérides), salidas y postas, conjunciones, y el cálculo de los eclipses solares y lunares.
- Brahmagupta criticó el punto de vista puránico de que la Tierra era plana. En vez de esto, observó que la Tierra y el cielo eran esféricos y que la Tierra está en movimiento. El 1030, el astrónomo musulmán Abū al-Rayhān al-Bīrūnī, en el su obra Tu'rikh al-Hind, más tarde traducido al latin como Índica, comentó la obra de Brahmagupta y escribió que sus críticos argumentaron:

Si la Tierra fuese esférica, las piedras y los árboles se caerían.
Abū al-Rayhān al-Bīrūnī

Según Al-Biruni, Brahmagupta respondió a estas críticas con el argumento siguiente basado en la gravitación:

Al contrario, si este fuera el caso, la Tierra no conseguiría mantener un ritmo constante y uniforme dentro de las pautas de los cielos. [...] Todas las cosas pesadas se sienten atraídas hacia el centro de la Tierra. [...] La Tierra en todos sus lados es la misma, la gente en la Tierra, todos estamos en pie, y todas las cosas pesadas caen en la Tierra por una ley de la naturaleza, porque es la naturaleza de la Tierra atraer y mantener las cosas, como lo es la naturaleza del agua fluir, la del fuego quemar, y la del viento moverse... La Tierra es la única que baja, y las entonces siempre vuelven a esta, en cualquier dirección que se puedan tirar y nunca pueden subir desde la Tierra.
Brahmagupta